# شتيفان إنغلز
شتيفان إنغلز (بالألمانية: Stephan Engels)‏ (مواليد 6 سبتمبر 1960) هو لاعب كرة قدم. يلعب مع منتخب ألمانيا الغربية لكرة القدم. سبق له أن لعب في كأس العالم لكرة القدم مع منتخب بلاده.

## مسيرته الكروية
لعب شتيفان إنغلز خلال مسيرته الاحترافية مع ناديين في ثلاثة عشر موسمًا وسجل خلالها 46 هدفًا ضمن 252 مباراة. حيث فاز في موسم واحد بالكأس ولم يفز بأي دوري.
خاض شتيفان إنغلز مسيرته مع نادي كولن في موسم 1978–79 ليلعب معه أحد عشر موسمًا، مشاركًا في 236 مباراة سجل خلالها 39 هدفًا. ثم انتقل إلى نادي فورتونا كولن في موسم 1988–89 ولمدة موسمين، حيث شارك في 16 مباراة سجل خلالها 7 أهداف.

## روابط خارجية
- شتيفان إنغلز على موقع قاعدة بيانات كرة القدم.إي يو (الإنجليزية)
- شتيفان إنغلز على موقع بيانات كرة القدم. دي إي (الألمانية)
- شتيفان إنغلز على موقع ناشيونال فوتبول تيمز (الإنجليزية)
- شتيفان إنغلز على موقع عالم كرة القدم.نت (الإنجليزية)